# Ahmet Kaplan
Ahmet Kaplan (* 1. Januar 2002 in Mersin) ist ein türkischer Rollstuhltennisspieler.

## Karriere
Durch einen Stromunfall im Alter von acht Jahren verlor Ahmet Kaplan beide Beine und mehrere Finger. Nachdem er einige Zeit Rollstuhlbasketball gespielt hatte, wechselte er zum Rollstuhltennis. Er startet seit 2022 in der Klasse der Quadriplegiker („Quad“), sein bevorzugter Belag ist Sandplatz.
2023 konnte er mehrere Turniere niedrigerer Kategorie gewinnen. Bei den European Para Championships errang er im gleichen Jahr Bronze im Einzel und zusammen mit Uğur Altınel Silber im Doppel.
Beim World Team Cup gewann er 2024 mit dem türkischen Team Silber. Das war die erste Medaille für die Türkei in diesem Wettbewerb.
Kaplan nahm an den Sommer-Paralympics 2024 in Paris teil. Während er im Doppel zusammen mit Uğur Altınel in der ersten Runde ausschied, verpasste er im Einzel nur knapp eine Medaille. In der ersten Runde gewann Kaplan gegen Andy Lapthorne und wurde so zum ersten türkischen Rollstuhltennisspieler, der ein paralympisches Halbfinale erreichen konnte. Dort unterlag er dem späteren Paralympics-Sieger Niels Vink klar in zwei Sätzen, beim Spiel um Bronze gewann er den ersten Satz gegen Guy Sasson, der das Spiel noch drehen konnte und damit eine Medaille für Israel holte.

## Leistungsbilanz bei den Grand-Slam-Turnieren

### Einzel
| Turnier         | 2023 | 2024 | 2025 | Karriere |
| --------------- | ---- | ---- | ---- | -------- |
| Australian Open | –    | 1    | HF   | HF       |
| French Open     | –    | –    | VF   | VF       |
| Wimbledon       | –    | VF   | HF   | HF       |
| US Open         | 1    |      |      | 1        |

### Doppel
| Turnier         | 2023 | 2024 | 2025 | Karriere |
| --------------- | ---- | ---- | ---- | -------- |
| Australian Open | –    | VF   | VF   | VF       |
| French Open     | –    | –    | F    | F        |
| Wimbledon       | –    | HF   | HF   | HF       |
| US Open         | VF   |      |      | VF       |

Zeichenerklärung: S = Turniersieg; F, HF, VF, AF = Einzug ins Finale / Halbfinale / Viertelfinale / Achtelfinale; 1, 2, 3 = Ausscheiden in der 1. / 2. / 3. Hauptrunde; nicht ausgetragen